# Marko Stanojević
Marko Stanojević (Servisch: Марко Станојевић) (Pirot, 22 juni 1988) is een Servisch voetballer.
Op 30 juni 2011 maakte Stanojević zijn debuut in de UEFA Europa League. In deze wedstrijd, tegen het San Marinese SP Tre Penne, maakte hij twee doelpunten. Een week later, in de terugwedstrijd, maakte hij opnieuw een doelpunt. Zijn totaal aantal doelpunten in deze Europese competitie staat hiermee op 3.